# 72876 Vauriot
72876 Vauriot è un asteroide della fascia principale. Scoperto nel 2001, presenta un'orbita caratterizzata da un semiasse maggiore pari a 2,5392309 UA e da un'eccentricità di 0,2029276, inclinata di 16,11264° rispetto all'eclittica.